# Brda (Trnovo, canton de Sarajevo)
Pour les articles homonymes, voir Brda.
Brda (en cyrillique : Брда) est un village de Bosnie-Herzégovine. Il est situé dans la municipalité de Trnovo, dans le canton de Sarajevo et dans la fédération de Bosnie-et-Herzégovine. Selon les premiers résultats du recensement bosnien de 2013, il compte 55 habitants.

## Géographie
Le village est situé sur les pentes méridionales du mont Bjelašnica.

## Démographie

### Évolution historique de la population dans la localité
| 1948 | 1953 | 1961 | 1971 | 1981 | 1991 | 2013 |
| ---- | ---- | ---- | ---- | ---- | ---- | ---- |
| -    | -    | 223  | 235  | 197  | 68   | 55   |

|  |

### Répartition de la population par nationalités (1991)
En 1991, les 68 habitants du village étaient tous Musulmans (bosniaques).